# Municipio de Liberty (condado de Hancock, Ohio)
El municipio de Liberty (en inglés: Liberty Township) es un municipio ubicado en el condado de Hancock en el estado estadounidense de Ohio. En el año 2010 tenía una población de 6660 habitantes y una densidad poblacional de 87,59 personas por km².

## Geografía
El municipio de Liberty se encuentra ubicado en las coordenadas 41°2′3″N 83°43′23″O / 41.03417, -83.72306. Según la Oficina del Censo de los Estados Unidos, el municipio tiene una superficie total de 76.04 km², de la cual 75,89 km² corresponden a tierra firme y (0,19 %) 0,15 km² es agua.

## Demografía
Según el censo de 2010, había 6660 personas residiendo en el municipio de Liberty. La densidad de población era de 87,59 hab./km². De los 6660 habitantes, el municipio de Liberty estaba compuesto por el 94,44 % blancos, el 1,13 % eran afroamericanos, el 0,18 % eran amerindios, el 1,28 % eran asiáticos, el 1,16 % eran de otras razas y el 1,82 % eran de una mezcla de razas. Del total de la población el 3,38 % eran hispanos o latinos de cualquier raza.